# Amiota fissifoliolata
Amiota fissifoliolata este o specie de muște din genul Amiota, familia Drosophilidae, descrisă de Cao și Chen în anul 2008.
Este endemică în Yunnan. Conform Catalogue of Life specia Amiota fissifoliolata nu are subspecii cunoscute.